# Wedelia forsteriana
Wedelia forsteriana là một loài thực vật có hoa trong họ Cúc. Loài này được Endl. miêu tả khoa học đầu tiên năm 1833.